# Stephen Stewart
Stephen John Stewart, avstralski veslač, * 7. marec 1978.
Stewart je za Avstralijo nastopil na Poletnih olimpijskih igrah 2004 in 2008.
V Atenah je kot član avstralskega osmerca osvojil bronasto medaljo.
Stephen je mlajši brat Jamesa Stewarta in Geoffreya Stewarta, ki sta prav tako veslača. Stewarti so bili prvi trije bratje, ki so Avstralijo zastopali na istih olimpijskih igrah. Vsi trije so obiskovali Newington College (1985-1995) , treniral pa jih je znani bivši avstralski veslač Michael Morgan.